# 深川忠次
深川 忠次（ふかがわ ちゅうじ、1871年2月21日（明治4年1月3日） - 1934年（昭和9年）2月23日）は、日本の実業家、政治家。深川製磁創業者、元有田町長。有田焼の輸出を進め、パリ万国博覧会金賞金牌やセントルイス万国博覧会一等賞金牌を受賞。

## 人物・経歴
当時の肥前国有田（現・佐賀県有田町）出身。8代深川栄左衛門の二男として生まれる。東京高等商業学校（現一橋大学）卒業。1887年に独立して陶磁器製造販売業を営む。1894年に深川製磁を設立。ヨーロッパ人の陶磁器愛好家の好みに合わせてアレンジした大花瓶を、1900年のパリ万国博覧会に出展し金賞受賞。同年よりボールトン・アンド・ワットを代理店としてヨーロッパでの販売展開を進めた。1911年に深川製磁を株式会社化する。1923年有田町長に就任した。